# الانتخابات الرئاسية الصربية 2008
الانتخابات الرئاسية الصربية 2008 هي الانتخابات الرئاسية الصربية ‏ جرت في 2008، في صربيا، لانتخاب رئيس صربيا.
فاز بالانتخابات بوريس تاديتش.